# Hematologia
L'hematologia és la branca de la medicina que s'encarrega de les malalties de la sang i dels òrgans que la sintetitzen. Inclou l'estudi de l'etiologia, el diagnòstic, el tractament, el pronòstic i la prevenció de les malalties de la sang. A més, també tracta l'estudi de la sang que es realitza al laboratori.
Les malalties de la sang afecten a la producció de sang i als òrgans que les sintetitzen: cèl·lules de la sang, hemoglobina, proteïnes de la sang, mecanisme de coagulació, etc.

## Hematòlegs
Els metges que s'especialitzen en hematologia s'anomenen hematòlegs. El seu treball pot estendre's a la gerència de laboratoris, interpretació de proves de laboratori i vigilar els pacients, independentment de si estan a l'hospital o no. Els hematòlegs que treballen als laboratoris se'ls sol conèixer com a hemopatòlegs.
A Catalunya i a gairebé tota la Unió Europea, per ser hematòleg cal cursar la llicenciatura en medicina i després especialitza-se en hematologia.

## Classificació de les malalties
Algunes de les malalties que tracten els hematòlegs són:
- Hemoglobinopaties (anormalitat congènita en la síntesi d'hemoglobina):
  - Anèmia falciforme.
  - Talassèmia.
  - Metemoglobinèmia.
- Anèmies (manca de cèl·lules sanguínies o hemoglobina).
  - Anèmia ferropènica o anèmia per deficiència de ferro.
  - Anèmia megaloblàstica.
    - Deficiència de Vitamina B₁₂.
      - Anèmia perniciosa.

    - Deficiència de folat.

  - Anèmies hemolítiques (destrucció d'eritròcits).
- Malalties que minven el nombre de cèl·lules:
  - Síndrome mielodisplàstica.
  - Mielofibrosi.
  - Neutropènia (disminució del nombre de neutròfils).
  - Agranulocitosi.
  - Trombocitopènia (disminució del nombre de plaquetes).
- Limfomes.
  - Limfoma de Hodgkin.
  - Limfoma no hodgkinià.
  - Limfoma de Burkitt.
- Mieloma.
  - Mieloma múltiple.
- Leucèmies.
- Coagulopaties (trastorns de la coagulació):
  - Trombocitèmia.
  - Trombosi.
  - Aterotrombosi
- Trastorns que afecten a proteïnes:
  - Hemofília.
    - Hemofília A.
    - Hemofília B.
    - Hemofília C.

  - Deficiència de proteïna S.
  - Síndrome antifosfolípid.
- Trastorns que afecten a les plaquetes:
  - Trombocitopènia.
- Altres.
  - Hemocromatosi.
  - Asplènia.
  - Hiperesplenisme.
- Malalties que afecten a la sang secundàriament
  - Mononucleosi infecciosa.
  - Sida.
  - Malària.
  - Leishmaniosi.

## Eines de diagnòstic
Les proves de diagnòstic utilitzades més sovint pels hematòlegs són:
- Proves per comprovar la velocitat de sedimentació.
- Hemograma.
- Anàlisi micròscopic de la sang.
- Biòpsia de la medul·la òssia.
- Nivell de ferritina al sèrum.
- Prova de l'antiglobulina o de Coombs.
- Dímer-d.
- Electroforesi de:
  - Proteïnes.
  - Hemoglobina.

## Tractaments
Alguns dels tractaments utitzats en hematologia són:
- Consells sobre la dieta.
- Medicaments d'administració oral.
- Teràpia per evitar la coagulació.
- Injeccions intramusculars.
- Transfusió de sang.
- Trasplantament de medul·la òssia.
- Quimioteràpia.
- Radioteràpia.